# Black River-Hardwicke
Pour les articles homonymes, voir Black River et Hardwicke.
Ne doit pas être confondu avec Paroisse d'Hardwicke.
Black River-Hardwicke est un village du comté de Northumberland, à l'est de la province canadienne du Nouveau-Brunswick. Le village a le statut de DSL. Dans le cadre de la réforme de la gouvernance locale du 1er janvier 2023, le DSL a été annexé au district rural du Grand Miramichi.

## Toponyme
Le nom Black River provient de la rivière Noire, Black en anglais. Les micmacs l'appelait Matquantigook, ce qui signifie probablement « rivière noire ». Le village s'appelait Glenelg à l'origine. Hardwicke s'appelait à l'origine French Village, en l'honneur des familles acadiennes Mazerolle et Robichaud établies ici vers 1760. Le village prit ensuite le nom Noble Settlement, en l'honneur de John Noble qui acheta les terres des Acadiens. Le nom actuel est en l'honneur de Benjamin Hardwicke, de Londres, qui contribua à la mission locale de l'église anglicane.

## Géographie
Black River-Hardwicke est généralement considéré comme faisant partie de l'Acadie.

### Géologie
Le sous-sol de Black River-Hardwicke est composé principalement de roches sédimentaires du groupe de Pictou datant du Pennsylvanien (entre 300 et 311 millions d'années).

### Villages et hameaux
Black River-Hardwicke comprend les hameaux de Auburnville, Baie-du-Vin, Baie-du-Vin-Plage, Black River (partie), Black River Bridge, Fowlies Mills, Gregan, Hardwicke, Hortons Creek, Little Branch, Miramichi, Point Gardiner et Victoria.

## Histoire
Provinces-Unies (1674-1677)

 Royaume de France (1677-1690)

 Royaume d'Angleterre (1690-1692)

 Royaume de France (1692-1763)

 Royaume de Grande-Bretagne (1763-1801)

 Royaume-Uni de Grande-Bretagne et d'Irlande (1801-1867)

Black River-Hardwicke est situé dans le territoire historique des Micmacs, plus précisément dans le district de Sigenigteoag, qui comprend l'actuel côte Est du Nouveau-Brunswick, jusqu'à la baie de Fundy. La tradition orale soutient qu'il y avait des camps peu importants à l'embouchure de la rivière Baie-du-Vin.
Selon R. Cooney, le village acadien de Baie-du-Vin, ou Baie-des-Ouines, aurait été fondé en 1672 ou 1673 mais une carte de 1660 indique déjà un établissement à cet endroit. Les archéologues ont en fait découvert plusieurs traces d'établissement sur la rive sud de la baie, datant pour la plupart d'après le début de la Déportation des Acadiens, en 1755. Il semble en fait que le gros de la population soit arrivé après 1750 de la Nouvelle-Écosse puis après 1755, lors de la Déportation des Acadiens. Baie-du-Vin est toutefois détruit par les Britanniques en 1758. Le principal village, comptant une église, était situé face à l'île Baie du Vin, près du site actuel de Point Gardiner. Des vestiges ont également été trouvés sur l'île Baie du Vin et il y avait également un village sur le site de Hardwicke. Selon la tradition orale, ce dernier village vivait de la chasse de chiens de mer, dont la peau était vendue à fort prix en France. La tradition orale affirme que Baie-du-Vin était le quartier général de Richard Denys, ce qui est probablement faux.
Baie-du-Vin est repeuplé par des Loyalistes en 1786; l'établissement s'étend ensuite en amont de la rivière et le long de la baie. Des soldats démobilisés du régiment des HIghlanders s'établissent ensuite au bord de la rivière Black en 1790. Le reste du territoire est colonisé par des gens de ces deux foyers de population.
En 1825, Black River-Hardwicke est l'un des endroits les plus touchés par les Grands feux de la Miramichi, qui dévastent entre 10 000 km2 et 20 000 km2 dans le centre et le nord-est de la province et tuent en tout plus de 280 personnes,.
Eel River, désormais regroupé à Hardwicke, est fondé en 1879 par des Acadiens du comté de Kent grâce à la Free Grants Act (Loi sur les concessions gratuites).
L'école rurale Miramichi ouvre ses portes en 1986.

## Démographie
| 2011  | 2016  | 2021  |
| ----- | ----- | ----- |
| 1 068 | 1 048 | 1 067 |

## Économie
Entreprise Miramichi, membre du Réseau Entreprise, a la responsabilité du développement économique.

## Administration

### Comité consultatif
En tant que district de services locaux, Black River-Hardwicke est administré directement par le Ministère des Gouvernements locaux du Nouveau-Brunswick, secondé par un comité consultatif élu composé de cinq membres dont un président.

### Commission de services régionaux
Black River-Hardwicke fait partie de la Région 5, une commission de services régionaux (CSR) devant commencer officiellement ses activités le 1er janvier 2013. Contrairement aux municipalités, les DSL sont représentés au conseil par un nombre de représentants proportionnel à leur population et leur assiette fiscale. Ces représentants sont élus par les présidents des DSL mais sont nommés par le gouvernement s'il n'y a pas assez de présidents en fonction. Les services obligatoirement offerts par les CSR sont l'aménagement régional, l'aménagement local dans le cas des DSL, la gestion des déchets solides, la planification des mesures d'urgence ainsi que la collaboration en matière de services de police, la planification et le partage des coûts des infrastructures régionales de sport, de loisirs et de culture; d'autres services pourraient s'ajouter à cette liste.

### Représentation et tendances politiques
Nouveau-Brunswick: Black River-Hardwicke fait partie de la circonscription provinciale de Miramichi—Baie-du-Vin, qui est représentée à l'Assemblée législative du Nouveau-Brunswick par Bill Fraser, du Parti libéral. Il fut élu en 2006 et réélu en 2010.
 Canada: Black River-Hardwicke fait partie de la circonscription électorale fédérale de Miramichi, qui est représentée à la Chambre des communes du Canada par Tilly O'Neill-Gordon, du Parti conservateur. Elle fut élue lors de la 40e élection fédérale, en 2008.

## Vivre dans Black River-Hardwick
Baie-du-Vin possède un port. Il y a un comptoir postal à Black River Bridge. Le détachement de la Gendarmerie royale du Canada le plus proche est situé à Baie-Sainte-Anne.
L'église St. John the Evangelist, à Hardwicke, est une église anglicane.
Les anglophones bénéficient du quotidien Telegraph-Journal, publié à Saint-Jean et de l'hebdomadaire Miramichi Leader, publié à Miramichi. Les francophones bénéficient quant à eux du quotidien L'Acadie nouvelle, publié à Caraquet, ainsi que de l'hebdomadaire L'Étoile, de Dieppe.